# 渡边伦果
渡边伦果（日语：／ Watanabe Rinka，2002年7月19日—），日本女子花样滑冰运动员，2023年中国杯女子单人滑银牌得主、2023年芬兰杯女子单人滑银牌得主、2024年四大洲花样滑冰锦标赛女子单人滑铜牌得主。